# Светско првенство у атлетици у дворани 1987 — скок увис за мушкарце
Такмичење у скоку увис у мушкој конкуренцији на 1. званичном Светском првенству у атлетици у дворани 1987. у Индијанаполису је одржано 6. и 7. марта у спортској дворани Hoosier Dome.

## Земље учеснице
Учествовало је 18 такмичара из 14 земаља.
1. Западна Немачка  (2)
2. Јапан (1)
3. Канада (1)
4. Кина (1)
5. Кипар (1)
6. Куба (1)
7. Маурицијус (1)
8. Румунија (2)
9. САД (2)
10. СССР (2)
11. Уједињено Краљевство (1)
12. Чехословачка (1)
13. Швајцарска (1)
14. Шведска (1)

## Рекорди
| Рекорди пре почетка Светског првенства у дворани 1987. | Рекорди пре почетка Светског првенства у дворани 1987. | Рекорди пре почетка Светског првенства у дворани 1987. | Рекорди пре почетка Светског првенства у дворани 1987. | Рекорди пре почетка Светског првенства у дворани 1987. |                                         |
| ------------------------------------------------------ | ------------------------------------------------------ | ------------------------------------------------------ | ------------------------------------------------------ | ------------------------------------------------------ | --------------------------------------- |
| Светски рекорд                                         | 2,41                                                   | Патрик Шеберг                                          | Шведска                                                | Пиреј, Грчка                                           | 1. фебруар 1987.                        |
| Рекорд светских првенстава                             | није било светских првенстава у дворани                | није било светских првенстава у дворани                | није било светских првенстава у дворани                | није било светских првенстава у дворани                | није било светских првенстава у дворани |
| Најбољи резултат сезоне у дворани                      | 2,41                                                   | Патрик Шеберг                                          | Шведска                                                | Пиреј, Грчка                                           | 1. фебруар 1987.                        |
| Европски рекорд                                        | 2,41                                                   | Патрик Шеберг                                          | Шведска                                                | Пиреј, Грчка                                           | 1. фебруар 1987.                        |
| Северноамерички рекорд                                 | 2,36                                                   | Џим Хауард                                             | Сједињене Државе                                       | Албукерки, САД                                         | 25. јануар 1986.                        |
| Јужноамерички рекорд                                   |                                                        |                                                        |                                                        |                                                        |                                         |
| Афрички рекорд                                         |                                                        |                                                        |                                                        |                                                        |                                         |
| Азијски рекорд                                         | 2,31                                                   | Џу Ђанхуа                                              | Кина                                                   | Кобе. Јапан                                            | 5. март 1986.                           |
| Океанијски рекорд                                      |                                                        |                                                        |                                                        |                                                        |                                         |
| Рекорди после Светског првенства у дворани 1987.       |                                                        |                                                        |                                                        |                                                        |                                         |
| Рекорд светских првенстава                             | 2,38                                                   | Игор Паклин                                            | Совјетски Савез                                        | Индијанаполис, САД                                     | 8. март 1987.                           |
| Рекорд светских првенстава                             | 2,38                                                   | Генадиј Авдјенко                                       | Совјетски Савез                                        | Индијанаполис, САД                                     | 8. март 1987.                           |
| Северноамерички рекорд                                 | 2,32                                                   | Хавијер Сотомајор                                      | Куба                                                   | Индијанаполис, САД                                     | 8. март 1987.                           |

### Најбољи светски резултати у 1987. години
Десет најбољих светских такмичарки у скоку увис у дворани 1987. године пре почетка првенства (6. марта 1987), имале су следећи пласман на светској ранг листи.
| 1.  | Патрик Шеберг    | Шведска          | 2,41 | 31. јануар  |
| 2.  | Карло Трендхарт  | Западна Немачка  | 2,40 | 16. јануар  |
| 3.  | Јан Звара        | Чехословачка     | 2,36 | 14. фебруар |
| 4.  | Генадиј Авдјенко | Совјетски Савез  | 2,36 | 21. фебруар |
| 5.  | Игор Паклин      | Совјетски Савез  | 2,34 | 30. јануар  |
| 6.  | Андреј Морозов   | Совјетски Савез  | 2,33 | 4. јануар   |
| 7.  | Џејмс Хауард     | Сједињене Државе | 2,31 | 8. фебруар  |
| 8.  | Џим Хауард       | Сједињене Државе | 2,31 | 8. фебруар  |
| 9.  | Џером Картер     | Сједињене Државе | 2,31 | 8. фебруар  |
| 10. | Даг Нордкист     | Сједињене Државе | 2,31 | 8. фебруар  |

Такмичарке чија су имена подебљана учествују на СП 1987.

## Сатница
| Датум        | Време | Ниво          |
| ------------ | ----- | ------------- |
| 6. март 1987 |       | Квалификације |
| 7. март 1987 |       | Финале        |

## Освајачи медаља
|                  |                       |                        |
| Игор Паклин СССР | Генадиј Авдјенко СССР | Јан Звара Чехословачка |

## Резултати

### Квалификације
Квалификациона норма износила је 2,24 м, коју је прескочило 13 такмичара (КВ).
| Место | Атлетичар               | Земља                | ЛР   | ЛРС  |  | Резултат | Белешка |
| ----- | ----------------------- | -------------------- | ---- | ---- |  | -------- | ------- |
| 1.    | Генадиј Авдјенко        | СССР                 | 2,36 | 2,36 |  | 2,24     | КВ      |
| 1.    | Игор Паклин             | СССР                 | 2,36 | 2,34 |  | 2,24     | КВ      |
| 1.    | Карло Трендхарт         | Западна Немачка      | 2.40 | 2,40 |  | 2,24     | КВ      |
| 1.    | Џим Хауард              | САД                  | 2,03 | 2,36 |  | 2,24     | КВ      |
| 1.    | Милтон Оти              | Канада               |      | 3,31 |  | 2,24     | КВ      |
| 1     | Хавијер Сотомајор       | Куба                 |      | 2,30 |  | 2,24     | КВ      |
| 1.    | Сорин Матеј             | Румунија             |      | 2,30 |  | 2,24     | КВ      |
| 1.    | Патрик Шеберг           | Шведска              | 2,41 | 2,41 |  | 2,24     | КВ      |
| 9.    | Роланд Далојзер         | Швајцарска           | 1,99 | 2,30 |  | 2,24     | КВ      |
| 9.    | Џејмс Лот               | САД                  |      | 2,29 |  | 2,24     | КВ      |
| 9.    | Јан Звара               | Чехословачка         | 2,36 | 2,36 |  | 2,24     | КВ      |
| 12.   | Џу Ђанхуа               | Кина                 | 2,31 |      |  | 2,24     | КВ      |
| 12.   | Далтон Грант            | Уједињено Краљевство | 2,37 | 2,27 |  | 2,24     | КВ      |
| 14.   | Еуген Кристијан Попеску | Румунија             |      |      |  | 2,20     | ЛР      |
| 15.   | Андре Шнајдер-Лауб      | Западна Немачка      |      |      |  | 2,20     |         |
| 16.   | Такао Сакамото          | Јапан                | 2,18 |      |  | 2,20     | ЛР      |
| —     | Judex Lefou             | Маурицијус           | 1,91 |      |  | БП       |         |
| —     | Alexis Neophytou        | Кипар                | 1,99 |      |  | НС       |         |

### Финале
| Место | Атлетичар         | Земља                | Резултат | Белешка |
| ----- | ----------------- | -------------------- | -------- | ------- |
|       | Игор Паклин       | СССР                 | 2,38     | РСП, НР |
|       | Генадиј Авдјенко  | СССР                 | 2,38     | РСП, НР |
|       | Јан Звара         | Чехословачка         | 2,34     |         |
| 4.    | Хавијер Сотомајор | Куба                 | 2.32     | САР, НР |
| 5.    | Roland Dalhäuser  | Швајцарска           | 2,32     | =НР     |
| 6.    | Сорин Матеј       | Румунија             | 2,32     |         |
| 7.    | Милтон Оти        | Канада               | 2,28     |         |
| 8.    | Далтон Грант      | Уједињено Краљевство | 2,28     |         |
| 8.    | Џу Ђанхуа         | Кина                 | 2,28     |         |
| 10.   | James Lott        | САД                  | 2.24     |         |
| 10.   | Џим Хауард        | САД                  | 2,24     |         |
| —     | Патрик Шеберг     | Шведска              | БП       |         |
| —     | Карло Тренхарт    | Западна Немачка      | БП       |         |